# 門羅 (紐約州)
門羅（英語：Monroe）是一個位於美國紐約州奧蘭治縣的鎮。

## 人口
根據2020年美國人口普查的數據，門羅的面積為55.10平方千米，當中陸地面積為52.00平方千米，而水域面積為3.10平方千米。當地共有人口21387人，而人口密度為每平方千米388人。